# Gürmüdü, Doğanyurt
Dağyurdu là một xã thuộc huyện Doğanyurt, tỉnh Kastamonu, Thổ Nhĩ Kỳ. Dân số thời điểm năm 2008 là 227 người.